# Eddy Curry
Eddy Curry Jr. (ur. 5 grudnia 1982 roku w Harvey) – amerykański zawodowy koszykarz grający na pozycji środkowego, który trafił do NBA bezpośrednio po ukończeniu szkoły średniej, mistrz ligi z 2012.
W 2001 wystąpił w meczu gwiazd amerykańskich szkół średnich - McDonald’s All-American, podczas którego uzyskał tytuł MVP.

## NBA
Eddy Curry został wybrany z numerem 4 w drafcie NBA w 2001 roku przez Chicago Bulls. Do ligi zawodowej trafił od razu po szkole średniej. W pierwszym sezonie grywał średnio tylko 16 minut, w następnym zwiększył czas gry do średnio 19,4 minut na mecz, osiągając też najwyższą celność rzutów z gry w NBA - 58,4%, jako pierwszy gracz Bulls od 1998 roku i podobnego wyczynu Michaela Jordana. Podczas szczególnie udanego dla klubu z Chicago sezonu 2004-05, kiedy to Bulls poprawili bilans w stosunku do poprzedniego roku o 28 zwycięstw i awansowali do play-offs, dały o sobie znać problemy z sercem Eddy'ego. Zmuszony był opuścić końcówkę sezonu zasadniczego i początek play-offów.
Przed sezonem 2005-06 wraz z Antonio Davisem został oddany do New York Knicks. W przeciwną stronę powędrowali Mike Sweentey, Tim Thomas i Jermaine Jackson. W pierwszym sezonie w Nowym Jorku Eddy rozczarowywał - grał krócej i rzucał mniej punktów niż w Chicago - średnio 25,9 minut i 13,6 punktów wobec 28,7 minut i 16,1 punktów rok wcześniej.
Znaczna poprawa przyszła po zmianie trenera - Larry’ego Browna zastąpił Isiah Thomas, Curry stał się ważną opcją Knicks w ataku i w sezonie 2006-07 zanotował najwyższe w swojej karierze średnie - punktów (19,6), zbiórek (7,1) i minut gry (34,9) na mecz. 7 kwietnia 2007 roku pobił życiowy rekord, zdobywając 43 punkty w meczu z Milwaukee Bucks, wygranym przez Knicks po dogrywce do której doprowadził jedyny w sezonie oddany i trafiony rzut za 3 punkty Curry’ego.
Przed sezonem 2007-08 do Knicks trafił silny skrzydłowy Zach Randolph. Mogło się wydawać, że wraz z Eddym będą tworzyć czołową parę podkoszowych w lidze, jednak obaj zawodnicy zanotowali regres formy. 8 marca 2008 roku Curry doznał kontuzji prawego stawu kolanowego, która wykluczyła go z gry do końca sezonu. Na obozie przygotowawczym w październiku 2008 roku pojawił się z wyraźną nadwagą, prześladował go pech - powtarzały się problemy z sercem, wybuchła pod nim piłka gimnastyczna, bakteryjna infekcja wyłączyła go z treningów; ostatecznie nowy trener Knicks, Mike D’Antoni nie włączył go do rotacji zespołu w sezonie 2008-09. Curry zagrał w sumie w trzech meczach, średnio po 4 minuty. Mistrz NBA wraz z Miami Heat z sezonu 2011/12.
Przed rozgrywkami 2012/13 podpisał kontrakt jako wolny agent z drużyną San Antonio Spurs. Do rozgrywek przystąpił jednak jako gracz Dallas Mavericks. Spurs zwolnili go z kontraktu, a Mavericks podpisali z nim niegwarantowany kontrakt. Zdążył rozegrać w ich barwach 2 mecze sezonu zasadniczego, po czym został zwolniony, żeby zrobić miejsce w składzie dla Troya Murphy’ego.

## Życie osobiste
Eddy jest żonaty i ma sześcioro dzieci - jedno z pierwszego małżeństwa, troje z obecną żoną i dwójkę z byłą partnerką. W 2009 roku jego była partnerka i 9-miesięczna córka zostały zamordowane w Chicago.